# Enzo Trossero
Enzo Trossero (23 de maig de 1953) és un exfutbolista argentí i entrenador.

## Selecció de l'Argentina
Va formar part de l'equip argentí a la Copa del Món de 1982.